# برادر بزرگ‌تر یک معبد است
برادر بزرگ‌تر یک معبد است (به تامیلی: Annan Oru Koyil) و (به انگلیسی: The Elder Brother is a Temple) فیلمی هندی محصول سال ۱۹۷۷ و به کارگردانی کی. ویجایایان است. در این فیلم بازیگرانی همچون سیواجی گانسان، سوجاتا، سومیترا، جای گانش، موهان بابو و مانوراما ایفای نقش کرده‌اند.